# 景盛苑

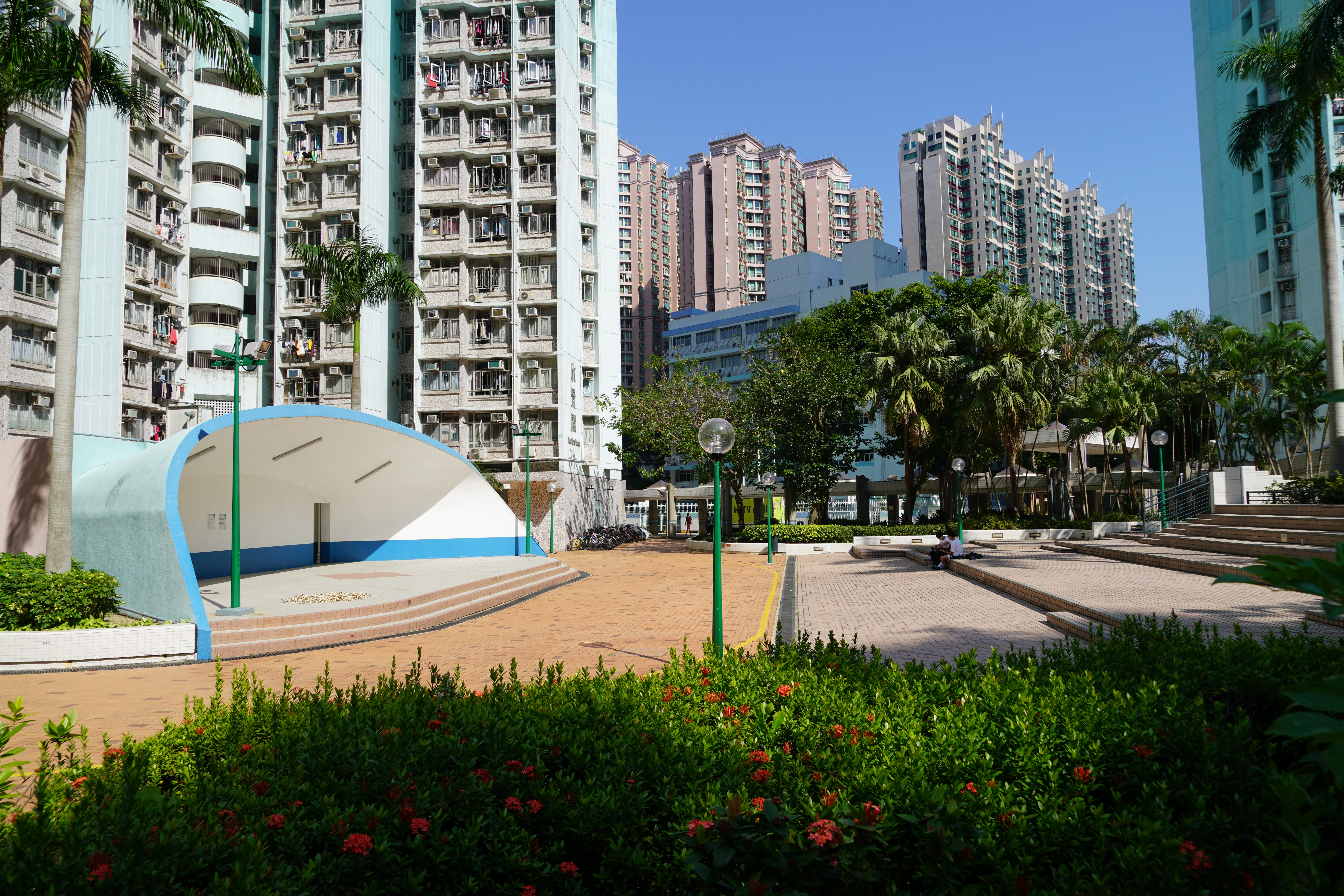
露台劇場

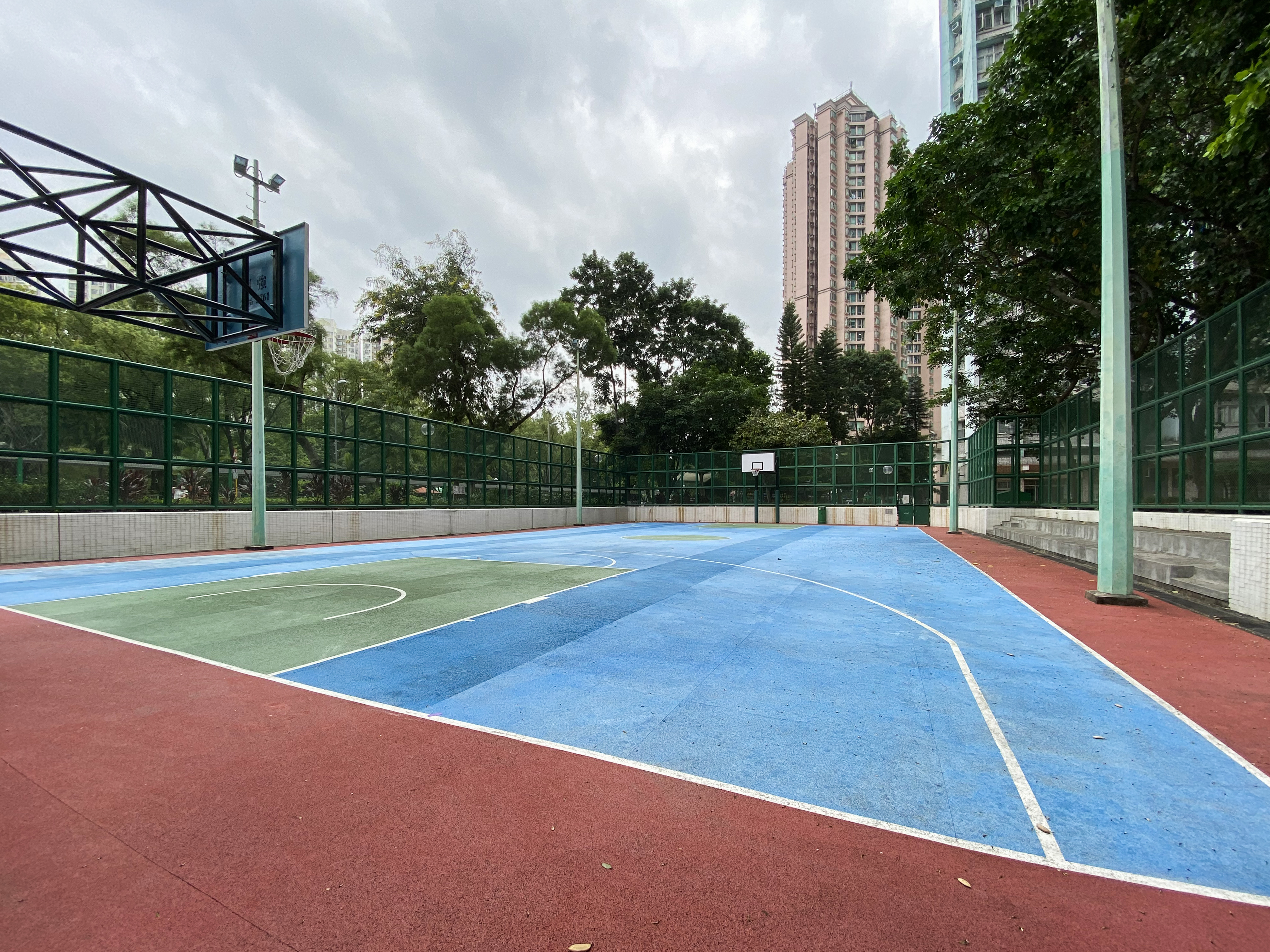
籃球場

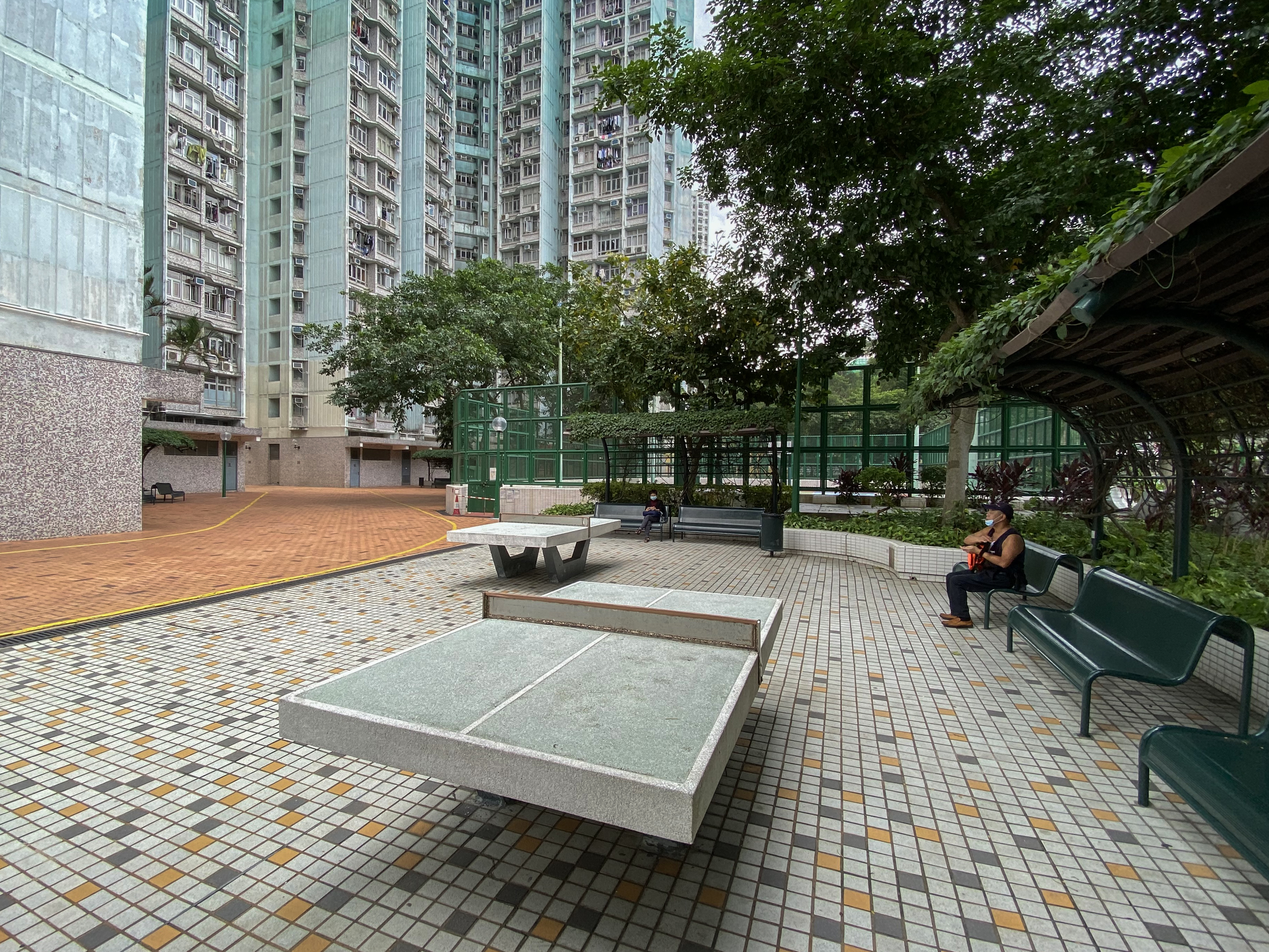
乒乓球枱

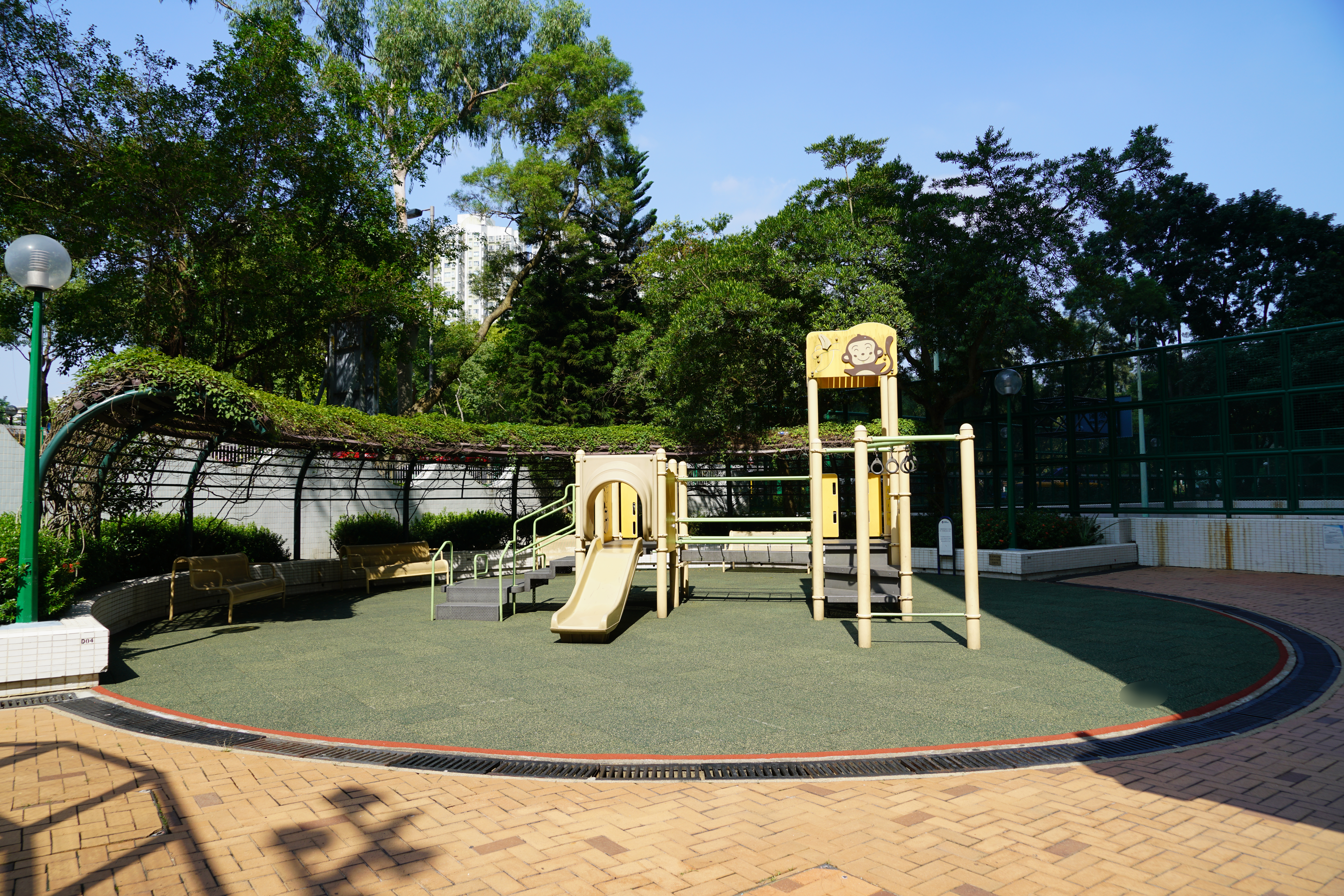
兒童遊樂場

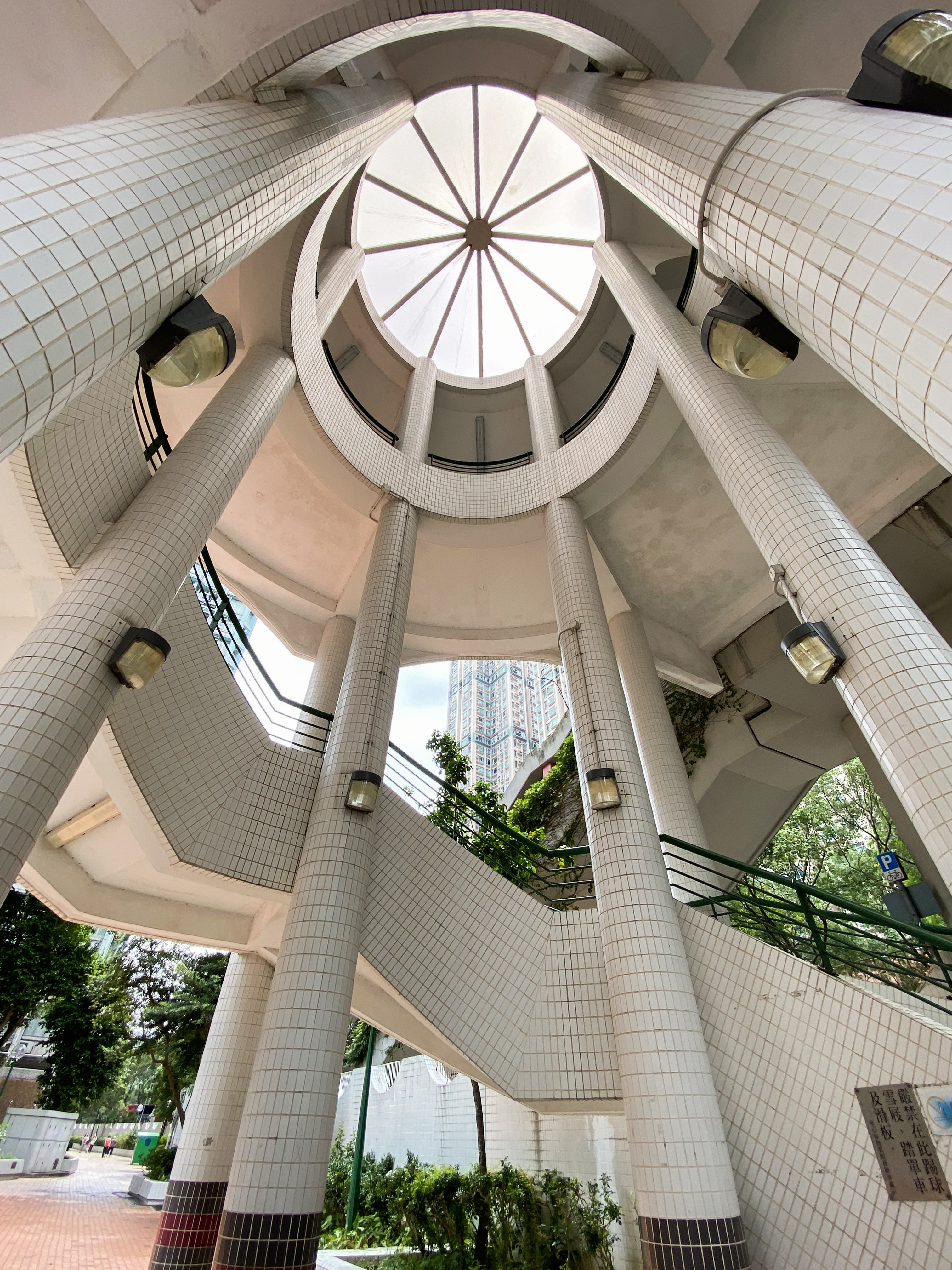
往花都廣場的天橋設1990年代流行的旋轉樓梯設計

景盛苑（英語：King Shing Court）是香港房屋委員會在北區的居者有其屋屋苑之一，位於新界北區的粉嶺，於1991年連同華心邨開始籌建，1995年11月開始入伙，由香港房屋委員會興建，其後於2001年景盛苑業主立案法團成立後，房委會正式將屋苑管理權交予景盛苑業主立案法團管理，首次推出時售價為576,800 - 1,133,000港元。
景盛苑的管理工作初期是佳定物業管理有限公司管理； 現時由昇捷物業管理有限公司負責管理。

## 屋苑資料

### 樓宇
景盛苑為採用和諧一型的單位，可以靈活地運用空間。而大部份的業主通常都會間格為1房2廳、2房2廳或3房2廳。全屋苑合共有四幢樓宇，分別為：歡景閣、俊景閣、賢景閣及欣景閣。
| 樓宇名稱（座號）     | 樓宇類型                  | 落成年份 | 層數 | 每層伙數 | 單位數目（伙） | 建築師       | 承建商   | 提供升降機的廠商  | 期數 |
| -------------------- | ------------------------- | -------- | ---- | -------- | -------------- | ------------ | -------- | ----------------- | ---- |
| 歡景閣（A座／第4座） | 和諧一型第四款 （第一代） | 1995年   | 38   | 16       | 608            | 房屋署建築師 | 瑞安建業 | 奧的斯            | 1    |
| 俊景閣（B座／第1座） | 和諧一型第四款 （第一代） | 1996年   | 38   | 16       | 608            | 房屋署建築師 | 有利建築 | 英國通用電氣-捷運 | 2    |
| 欣景閣（C座／第2座） | 和諧一型第四款 （第一代） | 1996年   | 38   | 16       | 608            | 房屋署建築師 | 有利建築 | 英國通用電氣-捷運 | 2    |
| 賢景閣（D座／第3座） | 和諧一型第四款 （第一代） | 1996年   | 38   | 16       | 608            | 房屋署建築師 | 有利建築 | 英國通用電氣-捷運 | 2    |

（註：第5-6A座屬於同一項目的華心邨，故略去有關座號；而按照1991年的設計藍圖，歡景閣本來是華心邨的其中一幢樓宇，在興建時撥作居屋發售。）

### 屋苑內設施
景盛苑設有多項的設施，包括：幼稚園、日間托兒所、羽毛球場、籃球場、排球場及兒童遊樂場。另外，屋苑附近的商場林立，提供多元化的服務。除此之外，景盛苑內設有「自動化垃圾收集系統」，方便清潔、衛生和快捷的方式處理所收集之垃圾。

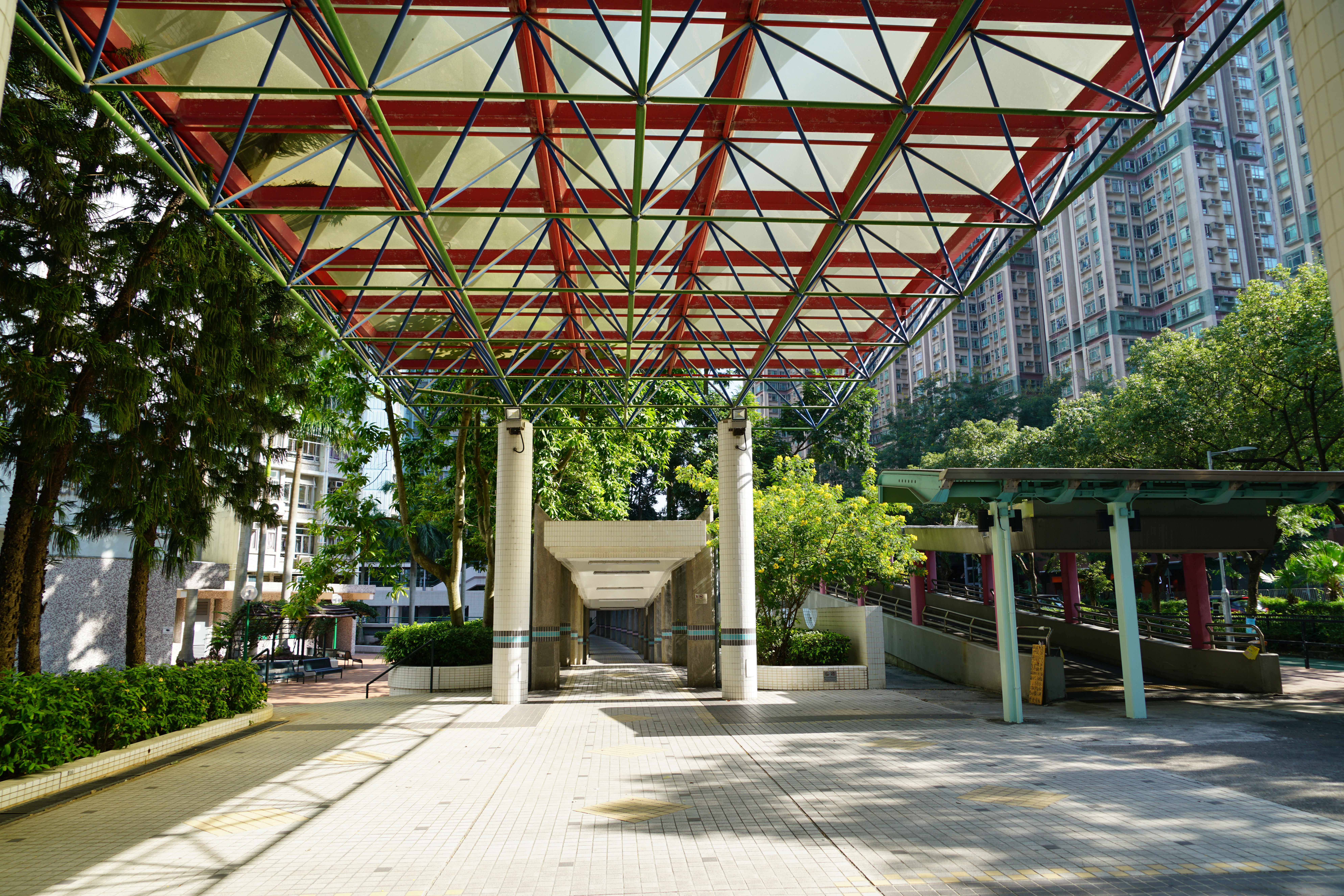
有蓋行人通道
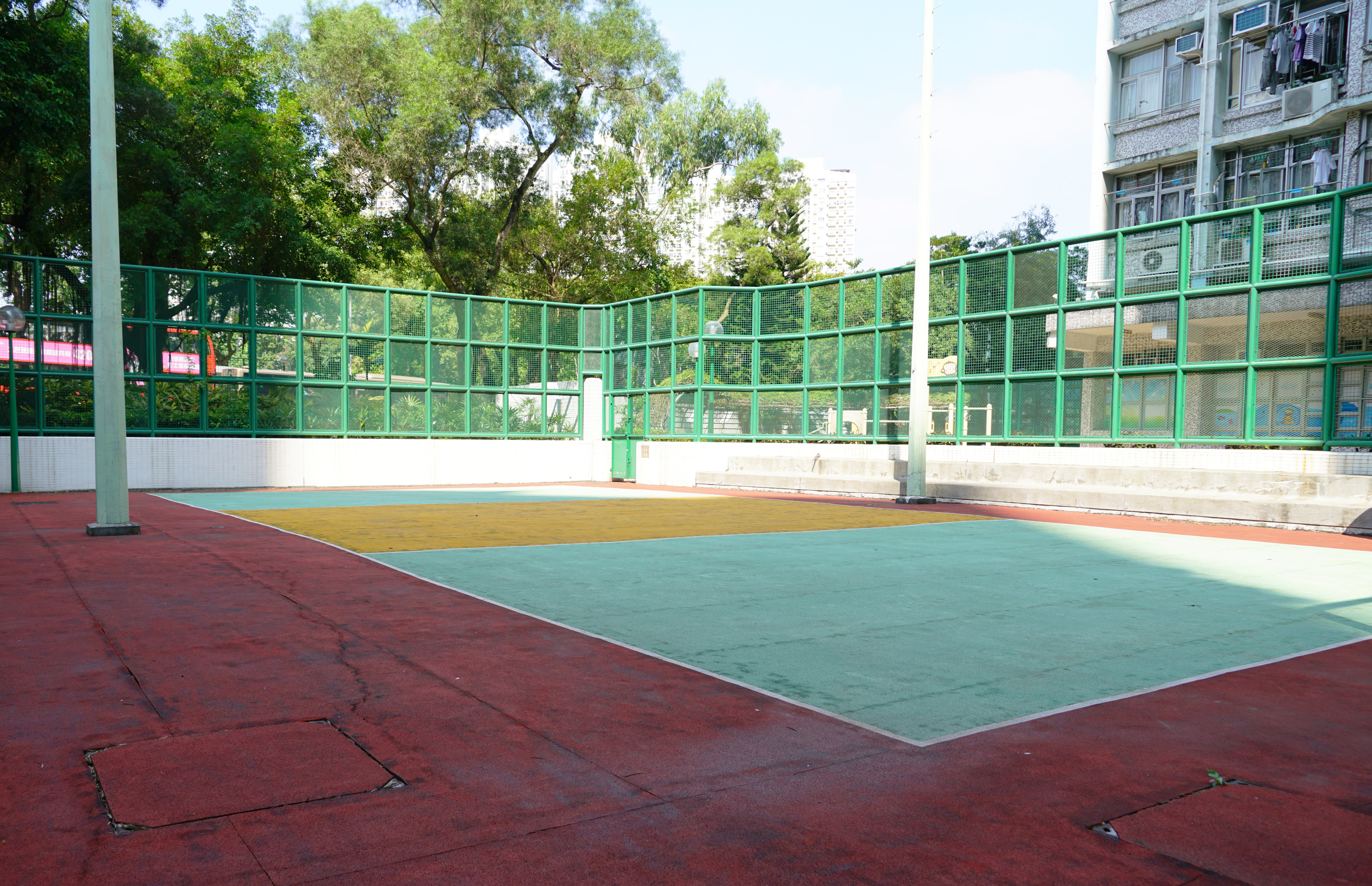
排球場
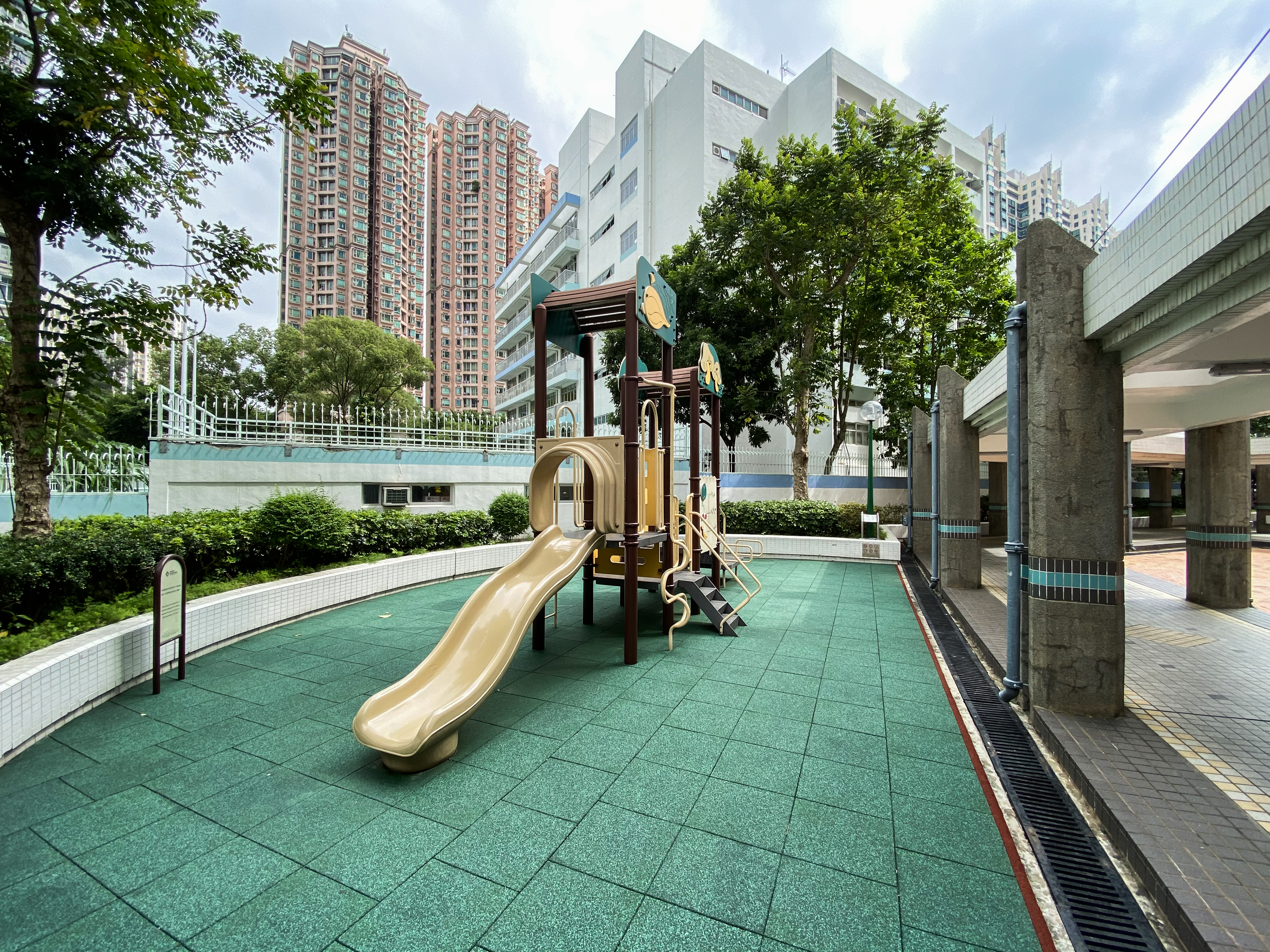
兒童遊樂場（2）
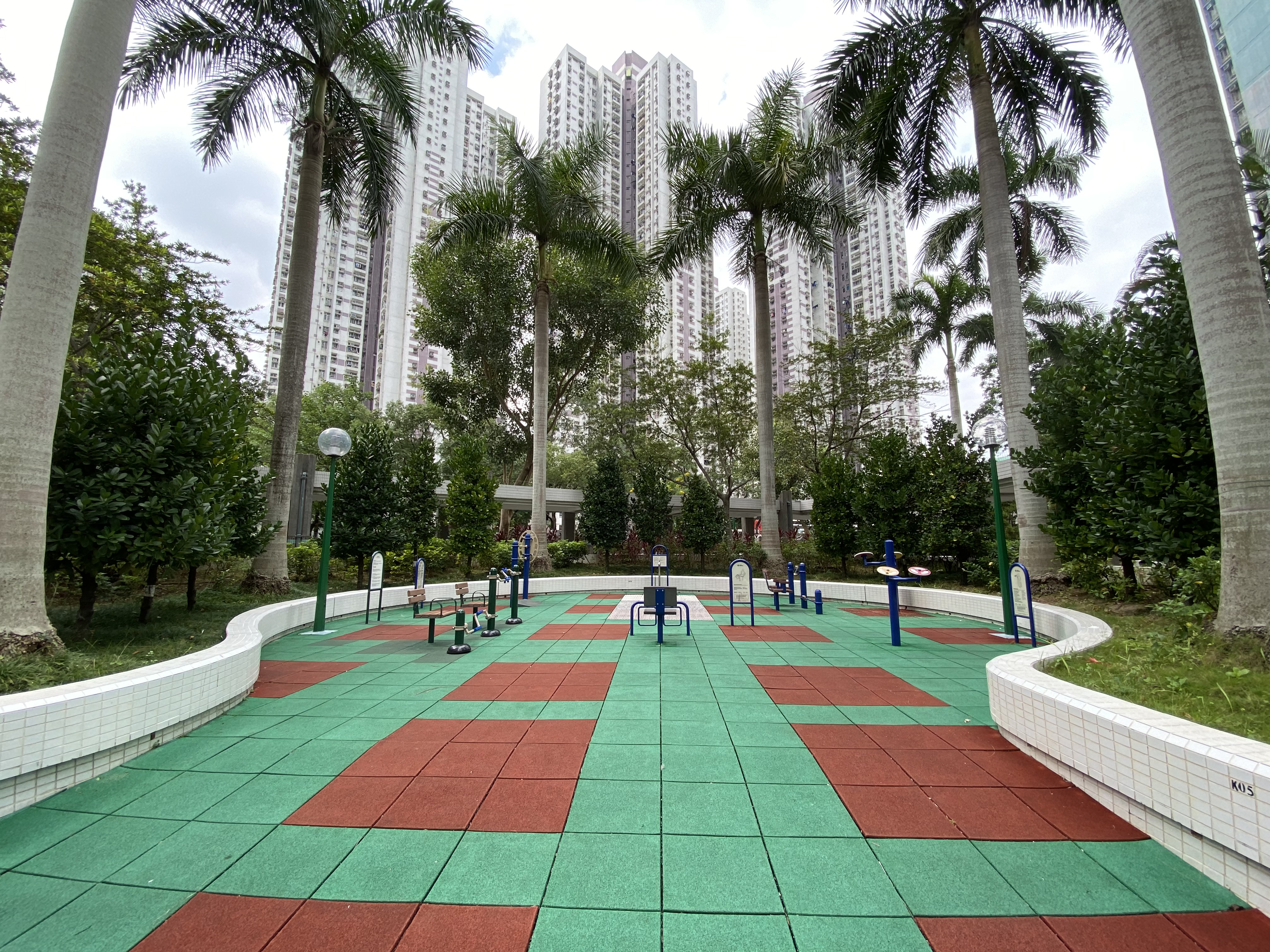
健體區及卵石路步行徑
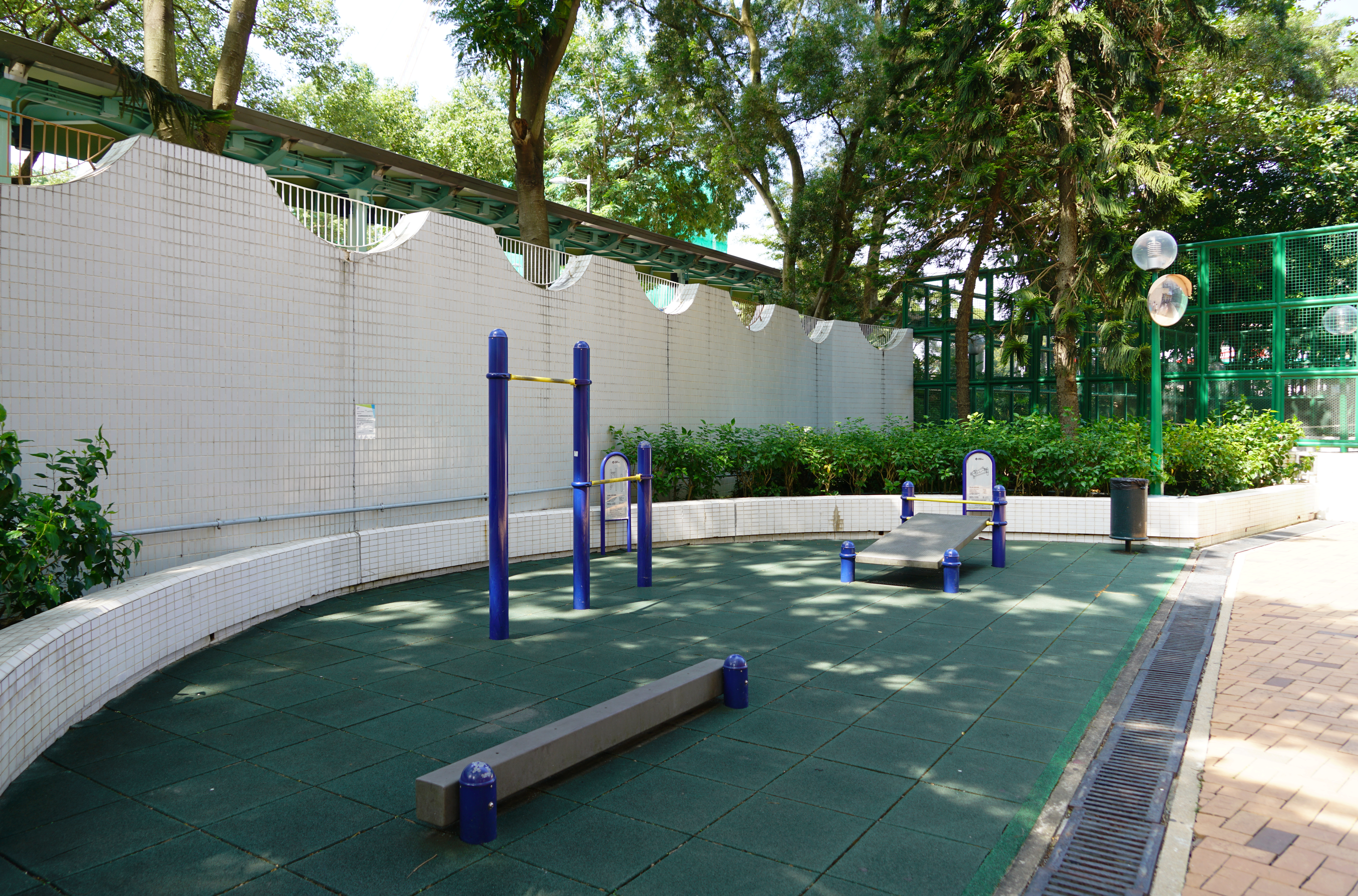
健體區（2）
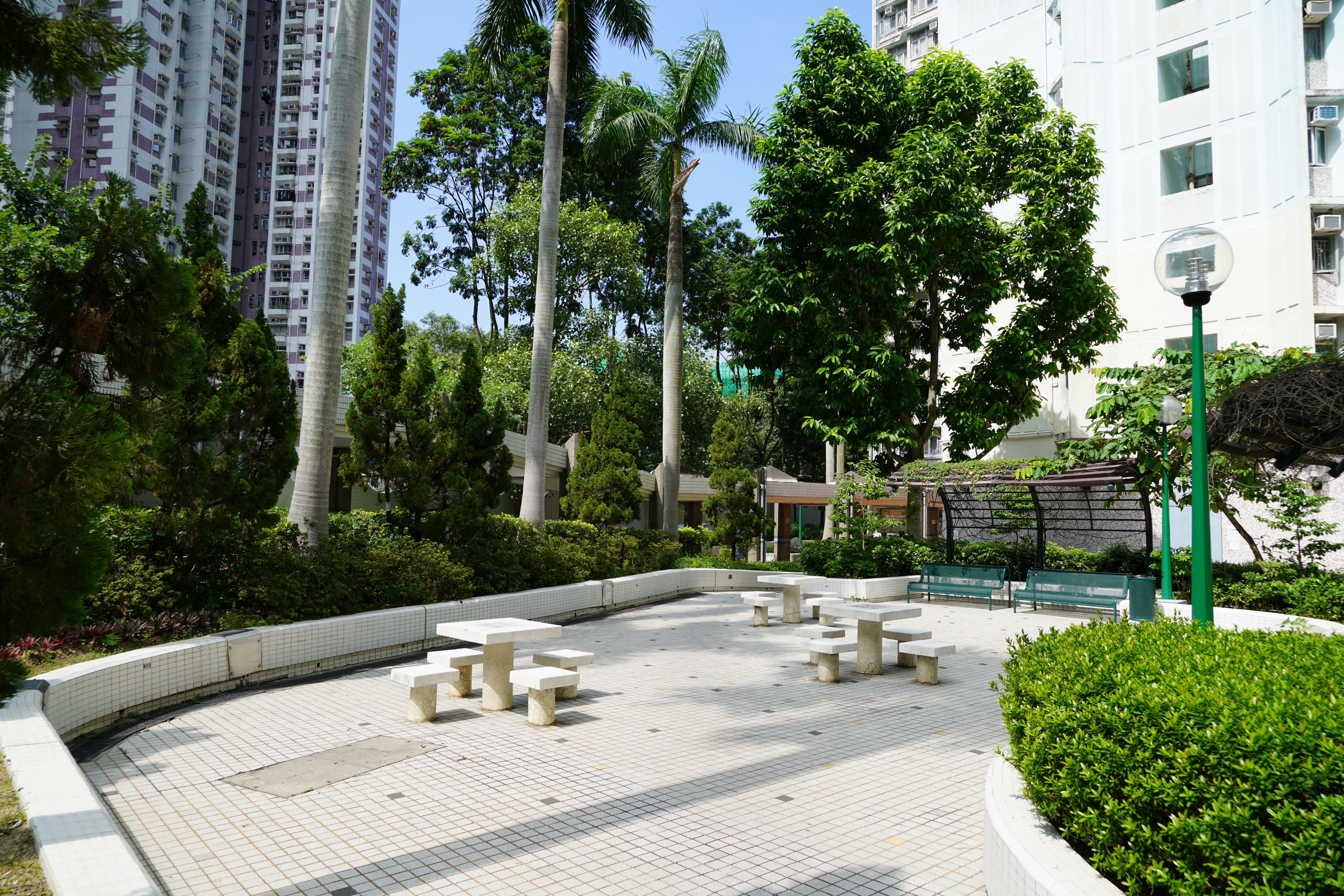
棋藝區
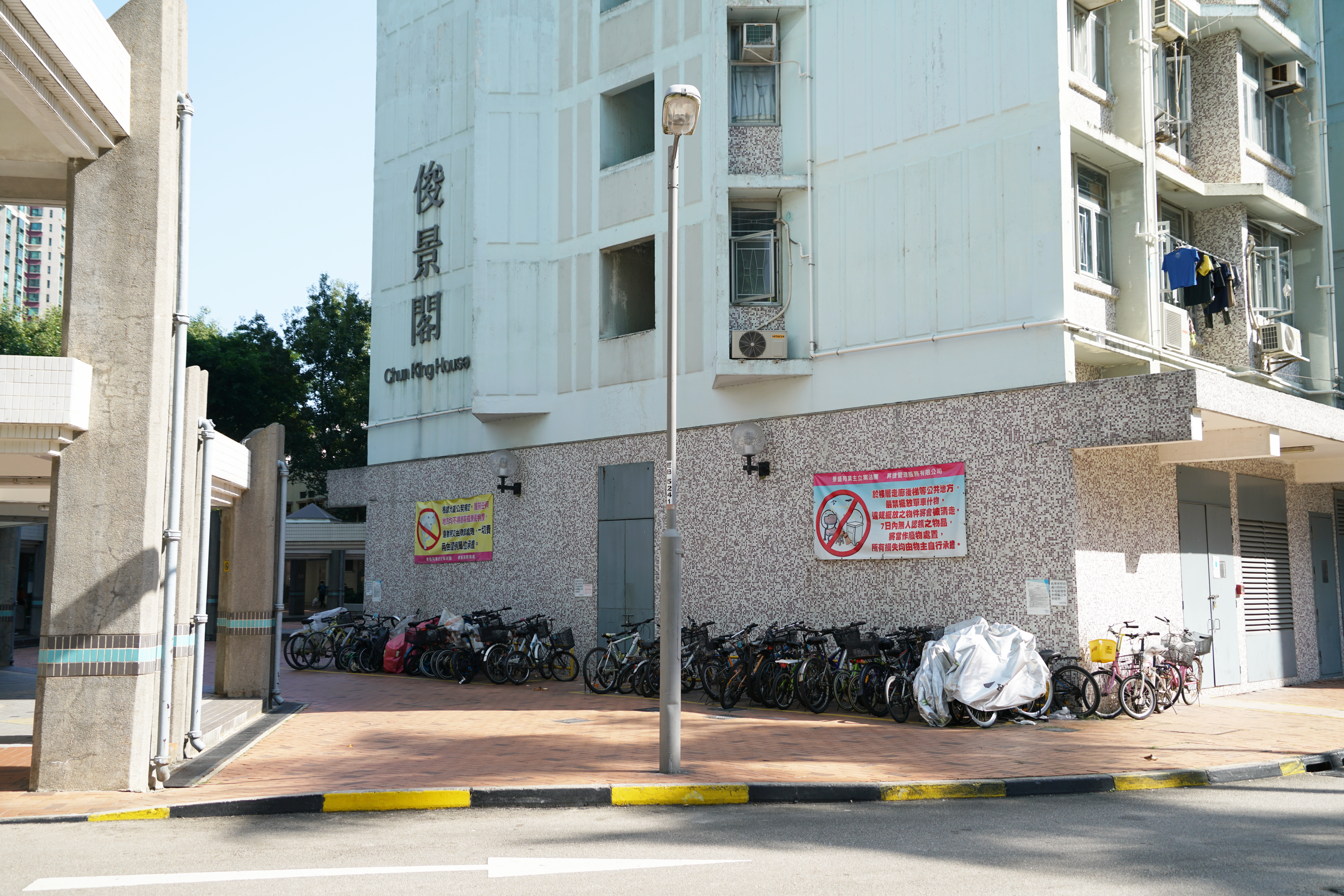
單車停泊處

## 教育設施

### 幼稚園
- 神召會華人同工聯會景盛幼稚園（1996年創辦）（位於歡景閣地下）
- 新界婦孺福利會粉嶺幼兒學校 （页面存档备份，存于）（1996年創辦）（位於俊景閣B及C翼地下）
- 基督教粉嶺神召會恩光幼稚園 （页面存档备份，存于）（1996年創辦）（位於賢景閣地下B及C翼）

## 地理環境
景盛苑的地理環境是處於私人樓宇及其他屋苑的中間位置。而且亦鄰近粉嶺火車站，附近的屋苑包括碧湖花園、牽晴間、花都廣場、欣盛苑、昌盛苑、華明邨及華心邨等等，所以附近亦都人來人往。

## 外部連結
- 景盛苑 （页面存档备份，存于）
- 房委會物業位置及資料 景盛苑 （页面存档备份，存于）